# مارخاچان
مارخاچان (انگلیسی: Markhachan) یک رودخانه در استان یاقوتستان کشور روسیه است.